# Floorball Deutschland Pokal 2020/21 (Frauen)
Der Floorball Deutschland Pokal 2020/21 der Frauen sollte die zehnte Spielzeit des Floorball Deutschland Pokal der Frauen werden. Es hätten wieder 16 Mannschaften teilgenommen.
Aufgrund des Abbruchs des letzten Pokals durch die Corona-Pandemie wäre wieder MFBC Leipzig/Grimma als Titelverteidiger in den Wettbewerb gegangen.
Am 5. März 2021 wurden neben den Bundesligen auch der Pokal abgebrochen.

## Teilnehmer
| Bundesliga                                                                             | Regionalliga/ nur Pokal                                                                                                |
| Gruppe Nord                                                                            | |
| MFBC Leipzig/Grimma Dümptener Füchse ETV Lady Piranhhas Hamburg Red Devils Wernigerode | TV Eiche Horn Bremen Förde Deerns SG Berlin Blau-Weiß Schenefeld                                                       |
| Gruppe Süd                                                                             | |
| UHC Sparkasse Weißenfels SSF Dragons Bonn FC Stern München                             | DJK Holzbüttgen TSG Erlensee SG Floorball Mainz/Marburg/Griedel SG Dresden/Heidenau SG Feuerbach/Tübingen/Ludwigshafen |

## Achtelfinale

### Gruppe Nord
| 2021 00:00 Uhr |  | Blau-Weiß Schenefeld (II) | nicht stattgefunden | ETV Lady Piranhhas Hamburg (I) |  |

| 2021 00:00 Uhr |  | SG Berlin (II) | nicht stattgefunden | Förde Deerns (II) |  |

| 2021 00:00 Uhr |  | TV Eiche Horn Bremen (II) | nicht stattgefunden | MFBC Leipzig/Grimma (I) |  |

| 2021 00:00 Uhr |  | Dümptener Füchse (I) | nicht stattgefunden | Red Devils Wernigerode (I) |  |

### Gruppe Süd
| 2021 00:00 Uhr |  | SG Feuerbach/Tübingen/Ludwigshafen (nP) | nicht stattgefunden | FC Stern München (I) |  |

| 2021 00:00 Uhr |  | SG Dresden/Heidenau (nP) | nicht stattgefunden | TSG Erlensee (nP) |  |

| 2021 00:00 Uhr |  | DJK Holzbüttgen (nP) | nicht stattgefunden | SSF Dragons Bonn (I) |  |

| 2021 00:00 Uhr |  | SG Floorball Mainz/Marburg/Griedel (nP) | nicht stattgefunden | UHC Sparkasse Weißenfels (I) |  |

## Viertelfinale
| 2021 00:00 Uhr |  |  | nicht stattgefunden |  |  |

| 2021 00:00 Uhr |  |  | nicht stattgefunden |  |  |

| 2021 00:00 Uhr |  |  | nicht stattgefunden |  |  |

| 2021 00:00 Uhr |  |  | nicht stattgefunden |  |  |

## Final 4
Das Final4 wird in der Max-Schmeling-Halle, Berlin ausgetragen werden.

### Halbfinale
| 6. März 2021 00:00 Uhr |  |  | nicht stattgefunden |  |  |

| 6. März 2021 00:00 Uhr |  |  | nicht stattgefunden |  |  |

### Finale
| 7. März 2021 00:00 Uhr |  |  | nicht stattgefunden |  |  |